# Escudilla Mountain
Escudilla Mountain je s nadmořskou výškou 3 326 metrů třetí nejvyšší horou Arizony. Leží na východě státu, v těsné blízkosti hranice s Novým Mexikem, na jihovýchodě Apache County. Escudilla Mountain je součástí pohoří White Mountains, nejvyšší vrchol pohoří Baldy Peak leží přibližně 40 kilometrů západně. Hora je rovněž součástí jižní části Koloradské plošiny.

## Název
Název hory Escudilla pochází ze španělštiny a značí menší mísu. Hora tak byla pojmenovaná pravděpodobně prvními španělsky mluvícími osadníky v oblasti.

## Vegetace
Hlavními stromy v oblasti hory jsou topoly a řada jehličnanů, především smrk Engelmannův, douglaska tisolistá a jedle ojíněná.